# Фанор
Фанор (англ. Fanore; ирл. Fán Óir, «золотой склон») — деревня в Ирландии, находится в графстве Клэр (провинция Манстер).